# إيرل روبنسون (لاعب كرة قاعدة)
إيرل روبنسون (بالإنجليزية: Earl Robinson)‏ هو لاعب كرة قاعدة أمريكي، ولد في 3 نوفمبر 1936 في نيو أورلينز في الولايات المتحدة، وتوفي في 4 يوليو 2014 في فوونتين فالي في الولايات المتحدة.

## وصلات خارجية
- إيرل روبنسون على موقعبيزبول رفرنس.كوم (الدوري الرئيسي) (الإنجليزية)
- إيرل روبنسون على موقعبيزبول رفرنس.كوم (الدوري الثانوي) (الإنجليزية)
- إيرل روبنسون على موقع كلية كرة السلة في سبورتس رفرنس.كوم (الإنجليزية)